# NGC 4017
NGC 4017 је спирална галаксија у сазвежђу Береникина коса која се налази на NGC листи објеката дубоког неба.
Деклинација објекта је + 27° 27' 11" а ректасцензија 11h 58m 45,7s. Привидна величина (магнитуда) објекта NGC 4017 износи 12,6 а фотографска магнитуда 13,4. Налази се на удаљености од 52,0000 милиона парсека од Сунца. NGC 4017 је још познат и под ознакама UGC 6967, MCG 5-28-65, CGCG 157-69, IRAS 11561+2743, ARP 305, VV 424, KUG 1156+277, PGC 37705.